# متحف التراث الإسلامي
متحف التراث الإسلامي ((بالملايوية: Muzium Warisan Islam)‏) هو متحف في كوتشينغ، سراوق في ماليزيا.

## التاريخ
بُني المتحف أساسا ليكون مبنى لمدرسة جيمس بروك ملايو كوليج. ثم تغير لاحقا إلى مدرسة سراوق الماليزية في عام 1930. في عام 1992 تم تحويله إلى متحف للتراث الإسلامي في 22 أيار / مايو 1992.

## العمارة
المتحف مبني على أرض مرتفعة وفيه فناءان داخليان. المواد المستخدمة في تشييد المبنى هي الخرسانة والأخشاب والطوب. وهو يتألف من سبع صالات للعرض، هي:
- تاريخ الإسلام في سراوق.
- العمارة الإسلامية.
- العلوم والتكنولوجيا والاقتصاد والتعليم والآداب الإسلامية.
- الزي الإسلامي والموسيقى والمجموعات الشخصية.
- الأسلحة الإسلامية.
- فن الديكور والأدوات المنزلية الإسلامي.
- مجموعات القرآن.[5]

## المعارض
يعرض المتحف تاريخ وثقافة المجتمع المسلم في سراوق وأرخبيل الملايو، مثل تطور الإسلام.

## وقت الافتتاح
يفتح المتحف يوميا من الساعة 9:00 صباحا إلى 4:45 مساء في أيام الأسبوع ومن 10:00 صباحا إلى 4:00 مساء في عطلة نهاية الأسبوع مجانا.